# Gabe Woodward
Gabe Woodward (n. 6 iulie 1979, Bakersfield, California, SUA) este un înotător ce a reprezentat Statele Unite ale Americii, medaliat olimpic. A participat la o ediție a Jocurilor Olimpice (2004) în care a câștigat două medalii de bronz.